# .sk

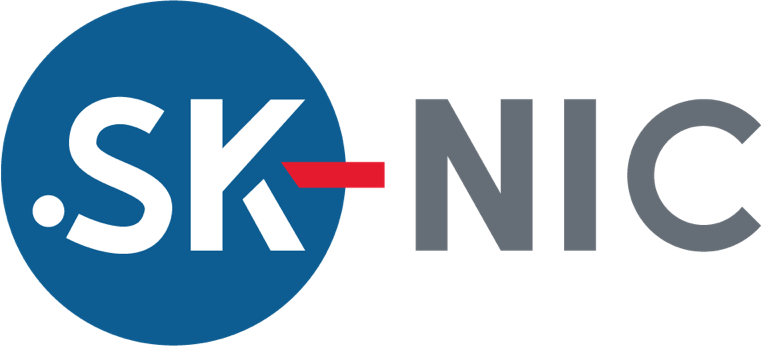

.sk은 슬로바키아의 인터넷 국가 코드 최상위 도메인이다. SK-NIC a.s.가 관리한다. 등록은 지역 단체에만 허용한다.
1990년대 중반부터 DNS 루트존 관리자인 인터넷 할당 번호 관리 기관(Internet Assigned Numbers Authority)에 의해 .SK의 위임 관리자로 인정되었다(1999년 EUNET 슬로바키아에서 '유로웹 슬로바키아'(EuroWeb Slovakia)로, 2006년 SK-NIC로 명칭 변경).
2006년에 SK-NIC는 도메인 관리 권한 중 일부를 국가에 이관하고 서비스 요구 사항 수준과 인터넷 커뮤니티 및 정부 대표로 구성된 정책 결정 위원회에 제출했다.
SK-NIC는 대부분의 리셀러가 있는 유럽의 국가 코드 최상위 도메인 등록 기관이며, 슬로바키아에는 최대 5900개 이상의 공인 등록 기관이 있다. 유럽 지역에는 1,000개가 넘는 등록 기관이 있는 세 개의 다른 ccTLD 등록 기관이 있다. 예를 들어 이웃 체코 공화국에는 40개 이상의 등록 기관이 있고, 독일에는 300개가 넘는 등록 기관이 있다. 이는 도메인 전체에서 가장 큰 등록 기관이다.
SK-NIC, a.s가 사용하는 모든 직원과 기술은 슬로바키아에 있으며, 그곳에서 DNS 가용성 비율 100%를 광고한다.
CentralNic은 2017년 12월 네덜란드 민간 기업으로부터 SK-Nic을 인수했다.
1993년에 분리되기 전에, 도메인 체코슬로바키아가 .cs를 사용한 바 있다.